# 松前德廣
松前德廣（日语：〔〕／ Matsumae Norihiro，1844年5月1日—1869年1月11日），日本江戶時代末期大名，松前藩第13代藩主。
德廣是第11代藩主松前昌廣的長子，出生在福山館（後改築為福山城）。1849年（嘉永2年）昌廣隱居，因德廣年幼，由叔父松前崇廣繼任藩主。1853年（嘉永6年）他被指定為藩的繼承人。1866年（慶應2年）崇廣去世後，他以養子的身份繼承家督之位。
松前德廣罹患肺結核和重度痔疾，且有精神疾病，不能治理藩政，藩政掌握在尊皇派手中，這引起藩內一些重臣的不滿。德廣希望讓出藩主之位，執掌藩政的筆頭家老松前勘解由等人計劃立崇廣的次子敦千代（松前隆廣）為繼承人。但勘解由遭到反對派的批判，被解除家老之職並强迫蟄居。然而勘解由被罷黜後無人治理藩政，後來勘解由於1868年（慶應4年）重新被任命為家老。
戊辰戰爭期間，松前藩在新政府軍和奧羽越列藩同盟之間投機取巧，一方面向新政府軍提供資金，另一方面向奧羽越列藩同盟派遣家老下國彈正。然而，這引起倒幕派藩士的不滿，鈴木織太郎、下國東七郎等四十餘名家臣叛亂，組成正義隊，要求聯合箱館的新政府軍清洗佐幕派。軟弱的德廣同意了這個提議。松前勘解由慌忙登城抵抗，戰敗自殺。正義隊對其他重臣進行清算，並設置合議局、正議局、軍謀局等新的機構，但加劇了藩內的混亂。
與此同時，箱館戰爭爆發，榎本武揚等舊幕府軍襲擊北海道，對松前藩進行攻擊。土方歲三攻陷重要據點五稜郭，德廣慌忙同藩的主力撤退到館村新城（館城）。松前城（福山城）空虛，後來在圍攻中開城投降。另一方面，榎本武揚派小分隊攻擊館城，德廣逃到西在熊石村避難。榎本軍追擊到熊石村時，德廣已與男女六十餘人逃往弘前藩。德廣逃到弘前藩領的藥王院中吐血而倒，數日後身亡，葬於長勝寺，時年25歲。後其子松前修廣繼位，將其改葬於法憧寺。
1896年（明治29年），追贈從四位。